# 王愚
王愚（1966年10月—），男，天津人，中华人民共和国外交官，曾任中华人民共和国驻阿富汗伊斯兰共和国特命全权大使，现任中华人民共和国驻悉尼总领事。

## 生平
1990年，进入中华人民共和国外交部工作，先后在外交部亚洲司、驻韩国大使馆、外交部外事管理司任职，期间挂职一年四川省成都市高新技术产业开发区管理委员会主任助理。2008年，任驻孟加拉国大使馆参赞。2011年，任外交部亚洲司副司级干部。2013年11月，出任中华人民共和国驻曼德勒总领事。2016年9月，出任中华人民共和国驻卡拉奇总领事。2019年11月，出任中华人民共和国驻阿富汗大使。2023年8月，自驻阿富汗大使离任。回国后任中国人民外交学会副会长。2024年11月，出任中华人民共和国驻悉尼总领事。

## 家庭
已婚，有一女。